# Grænseland (dokumentarfilm)
|  | Denne artikel er oprettet af botten Steenthbot ud fra en ekstern database. Den kan derfor have sproglige fejl eller mangler. Denne skabelon kan fjernes efter kontrol af indholdet. |

Grænseland er en dansk dokumentarfilm fra 1987 instrueret af Carl Otto Petersen.

## Handling
Det var, ligesom jeg havde fået en verden for mig selv, altså mit eget univers, hvor der ikke var plads til nogen mennesker. Der var kun plads til mig selv. Som de øvrige medvirkende har filmens instruktør oplevet at befinde sig i et grænseland mellem liv og død, en tilstand fuld af sælsomme oplevelser. Tid og rum, lys og farve tegner sig helt anderledes end i vågen tilstand.